# Schenkenwald
Das Gebiet Schenkenwald ist ein mit Verordnung vom 2. August 1967 durch das Regierungspräsidium Südwürttemberg-Hohenzollern ausgewiesenes Naturschutzgebiet (NSG-Nummer 4.040) im Gebiet der baden-württembergischen Gemeinden Baindt und Fronreute im Landkreis Ravensburg in Deutschland.

## Lage
Das rund 68 Hektar große, zweiteilige Naturschutzgebiet Schenkenwald gehört naturräumlich zum Bodenseebecken. Es liegt rund 2,7 Kilometer nordwestlich von Baindt, westlich und östlich der Bahnstrecke Ulm–Friedrichshafen, auf einer Höhe von 441 bis 453 m ü. NN.

## Schutzzweck
Wesentlicher Schutzzweck ist die Erhaltung der einzigen größeren Waldkomplexe (Oberer und Unterer Schenkenwald) im Schussental auf Alluvialboden mit ihren größtenteils Eichen-Hainbuchen-Mischwäldern, in Mulden und Rinnen auch Erlen-Eschen-Auwälder, und der artenreichen Vogelwelt.

## Flora und Fauna

### Flora
Der Schenkenwald ist ein über die Grenzen der Bundesrepublik hinaus berühmtes Versuchs- und Lehrrevier: Viele Baumarten werden hier zur Saatgutgewinnung beerntet. Aus der schützenswerten Pflanzenwelt sind folgende Arten (Auswahl) zu nennen:
- Amaryllisgewächse
  - Bärlauch (Allium ursinum)
- Aronstabgewächse
  - Gefleckter Aronstab (Arum maculatum), oft auch als Ronenkraut oder Zehrwurz bezeichnet
- Birkengewächse
  - Gemeine Hasel (Corylus avellana), auch Haselstrauch oder Haselnussstrauch genannt
  - Hainbuche (Carpinus betulus), auch als Weißbuche oder Hagebuche bezeichnet
  - Schwarz-Erle (Alnus glutinosa)
- Buchengewächse
  - Rotbuche (Fagus sylvatica)
  - Stieleiche (Quercus robur), auch Sommereiche oder Deutsche Eiche genannt
- Doldenblütler
  - Giersch (Aegopodium podagraria)
- Germergewächse
  - Einbeere (Paris quadrifolia)
- Hahnenfußgewächse
  - Gelbes Windröschen (Anemone ranunculoides)
  - Gewöhnliche Waldrebe (Clematis vitalba)
  - Scharbockskraut (Ranunculus ficaria), auch Feigwurz oder Frühlingsscharbockskraut genannt
  - Sumpfdotterblume (Caltha palustris)
  - Wolliger Hahnenfuß (Ranunculus lanuginosus)
- Hartriegelgewächse
  - Blutroter Hartriegel (Cornus sanguinea)
- Korbblütler
  - Kohldistel (Cirsium oleraceum)
- Lippenblütler
  - Gefleckte Taubnessel (Lamium maculatum)
  - Wald-Ziest (Stachys sylvatica)
- Malvengewächse
  - Sommer-Linde (Tilia platyphyllos), auch Großblättrige Linde genannt
  - Winter-Linde oder Stein-Linde (Tilia cordata)
- Moschuskrautgewächse
  - Gewöhnlicher Schneeball (Viburnum opulus)
  - Schwarzer Holunder (Sambucus nigra), auch bekannt als Holderbusch oder Holler
- Nachtkerzengewächse
  - Großes Hexenkraut (Circaea lutetiana)
- Ölbaumgewächse
  - Gemeine Esche, auch Gewöhnliche Esche oder Hohe Esche (Fraxinus excelsior)
- Primelgewächse
  - Hohe Schlüsselblume (Primula elatior)
- Raublattgewächse
  - Dunkles Lungenkraut (Pulmonaria obscura)
- Rosengewächse
  - Bach-Nelkenwurz (Geum rivale)
  - Echtes Mädesüß (Filipendula ulmaria)
  - Feld-Rose (Rosa arvensis)
  - Gewöhnliche Traubenkirsche (Prunus padus)
  - Vogel-Kirsche (Prunus avium)
  - Zweigriffeliger Weißdorn (Crataegus laevigata)
- Sauergrasgewächse
  - Sumpf-Segge (Carex acutiformis)
  - Wimper-Segge (Carex pilosa)
  - Zittergras-Segge (Carex brizoides), auch Alpengras, Seegras-Segge, Waldhaar oder Rasch genannt
- Schwertliliengewächse
  - Sumpf-Schwertlilie (Iris pseudacorus), auch Gelbe Schwertlilie genannt
- Seidelbastgewächse
  - Echter Seidelbast (Daphne mezereum), auch als Gewöhnlicher Seidelbast oder Kellerhals bezeichnet
- Seifenbaumgewächse
  - Bergahorn (Acer pseudoplatanus)
  - Spitzahorn (Acer platanoides), auch Spitzblättriger Ahorn genannt
- Sommerwurzgewächse
  - Gewöhnliche Schuppenwurz, auch Aufrechte Schuppenwurz (Lathraea squamaria)
- Spindelbaumgewächse
  - Gewöhnlicher Spindelstrauch (Euonymus europaeus), auch Europäisches Pfaffenhütchen genannt
- Süßgräser
  - Rasen-Schmiele (Deschampsia cespitosa)
- Ulmengewächse
  - Bergulme (Ulmus glabra)

### Fauna
Aus der Liste der Vogelarten sind folgende Spezies zu nennen (Auswahl): Baumläufer, Blaumeise, Hohltaube, Kleiber, Kohlmeise, Rotkehlchen und Sumpfmeise.